# Renanthera elongata
Renanthera elongata är en orkidéart som först beskrevs av Carl Ludwig von Blume, och fick sitt nu gällande namn av John Lindley. Renanthera elongata ingår i släktet Renanthera och familjen orkidéer. Inga underarter finns listade i Catalogue of Life.